# Rasueros
Rasueros è un comune spagnolo di 260 abitanti situato nella comunità autonoma di Castiglia e León.